# McConnellsburg (Pennsylvania)
McConnellsburg település az Amerikai Egyesült Államok Pennsylvania államában, Fulton megyében, melynek megyeszékhelye is. Lakosainak száma 1151 fő (2020. április 1.).

## Népesség
A település népességének változása:

| 2010 | 1 220 |
| 2020 | 1 151 |